# Josef Schröer
Josef Schröer (* 28. April 1927 in Hamm, Westfalen; † 20. November 2018 in Berlin) war ein deutscher Politiker (SPD).
Josef Schröer war Sohn eines Beamten und besuchte eine Handelsschule. 1944 wurde er zunächst zum Reichsarbeitsdienst und anschließend zur Wehrmacht eingezogen.
Nach dem Zweiten Weltkrieg machte Schröer eine Lehre bei der Deutschen Bundesbahn. Er studierte ab 1947 an der Sozialakademie Dortmund und wurde hauptamtlicher Gewerkschaftssekretär in der Britischen Besatzungszone. Gleichzeitig war er Mitglied der Freien Deutschen Jugend (FDJ), trat aber 1951 wieder aus. Schröer studierte an der Hochschule für Arbeit, Politik und Wirtschaft in Wilhelmshaven und ab 1954 an der Deutschen Hochschule für Politik in West-Berlin. Er trat der SPD bei und wurde Landesvorsitzender des Sozialistischen Deutschen Studentenbundes (SDS) in Berlin. Von 1955 bis 1957 war er persönlicher Referent des SPD-Landes- und Fraktionsvorsitzenden Franz Neumann. Anschließend arbeitete Schröer als Referent beim Bezirksamt Neukölln. Da Franz Karl Meyer im November 1961 zum Bezirksstadtrat im Bezirk Kreuzberg gewählt wurde, rückte Schröer in das Abgeordnetenhaus von Berlin nach. Von 1969 bis 1990 war er Mitarbeiter der Berliner Landeszentrale für politische Bildung.
Schröer war 62 Jahre verheiratet, aus dieser Ehe ging eine Tochter hervor.